# Deinoptila
Deinoptila är ett släkte av fjärilar. Deinoptila ingår i familjen mätare.
Kladogram enligt Catalogue of Life:
| Deinoptila | \| \| Deinoptila cazadora \| \| \| \| \| \| Deinoptila peniculata \| \| \| \| |
|            | \| \| Deinoptila cazadora \| \| \| \| \| \| Deinoptila peniculata \| \| \| \| |
|            | Deinoptila cazadora                                                           |
|            |                                                                               |
|            | Deinoptila peniculata                                                         |
|            |                                                                               |